# 교육 문제
교육 문제(敎育問題)는 교육에서 일어나는 문제를 총칭한 말이다.
교육 문제는 아이와 학교 문제 등으로 따질 수 있다.

## 아이
내부 요인
- 왕따, 등교 거부, 교권 실추
- 학교 폭력, 비행, 일진회, 빵셔틀
- 학업 부진, 학력 저하

외부 요인
- 도시화, 저출산 고령화
- 지역붕괴, 붕괴 가족
- 정보화, 오타쿠

## 학교·교육·제도
- 관리 교육, 주입식 교육
- 학력 우선, 입시 (유아, 초, 중, 고, 대)
- 유토리 교육
- 뉴커머
- 교권남용

## 기타
- 체벌, 두발 제한, 헬리콥터 부모